# Wiązów (gmina)
Wiązów – gmina miejsko-wiejska w województwie dolnośląskim, w powiecie strzelińskim. W latach 1975–1998 gmina położona była w województwie wrocławskim.
Siedziba gminy to Wiązów.
Według danych z 31 grudnia 2013 gminę zamieszkiwały 7454 osoby. Natomiast według danych z 31 grudnia 2019 roku gminę zamieszkiwało 7101 osób.
Według danych z 30 czerwca 2020 roku gminę zamieszkiwało 7085 osób.
Miasto i gmina Wiązów to region w głównej mierze rolniczy, niemniej funkcjonuje tutaj kilka zakładów przemysłowych. Istnieje rozwinięte rzemiosło związane głównie z budownictwem, wyrobami kamieniarskimi, częściami instalacji samochodowych, produkcją wyrobów z tworzyw sztucznych oraz produkcją drzwi, okien i schodów.
Gmina wiąże duże nadzieje z autostradą, która przebiega bezpośrednio przez tereny gminne ze zjazdem oddalonym o zaledwie 8 km od centrum gminy. Również na terenie gminy ulokowano tzw. Miejsce Obsługi Podróżnych III (przy autostradzie A4), a więc obiekt z pełną obsługą dla zmotoryzowanych.

## Struktura powierzchni
Według danych z roku 2002 gmina Wiązów ma obszar 141,82 km², w tym:
- użytki rolne: 87%
- użytki leśne: 4%

Gmina stanowi 22,79% powierzchni powiatu.

## Demografia

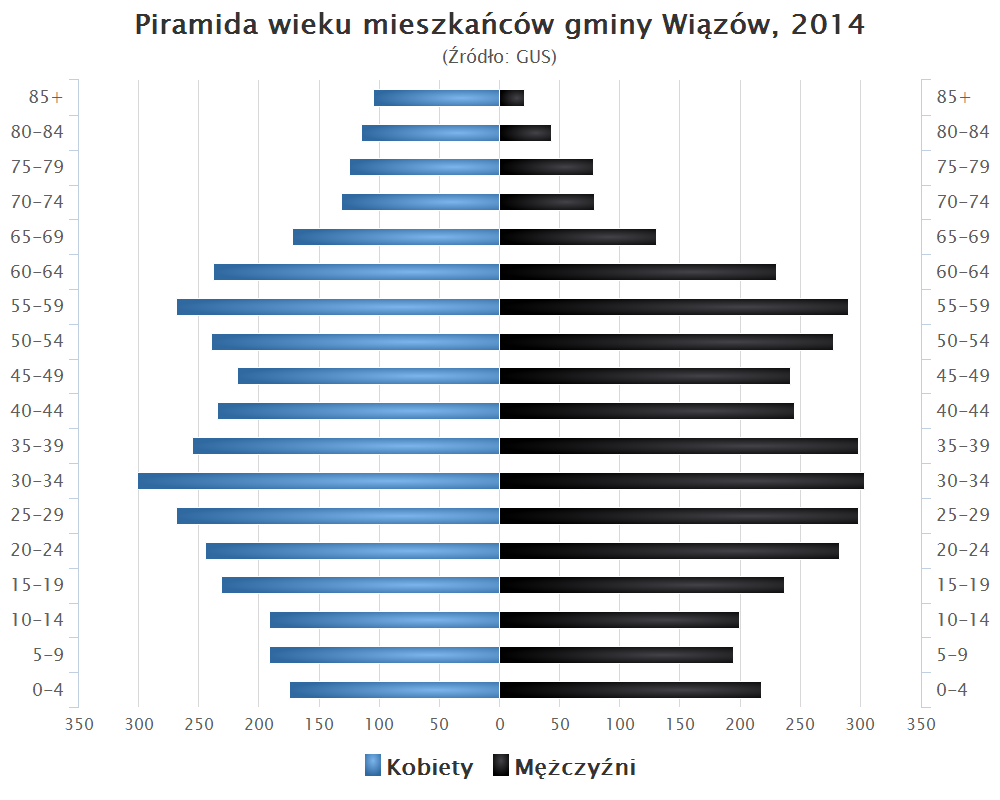
Piramida wieku mieszkańców gminy Wiązów w 2014 roku

Dane z 31 grudnia 2013
| Opis                              | Ogółem | Ogółem | Kobiety | Kobiety | Mężczyźni | Mężczyźni |
| --------------------------------- | ------ | ------ | ------- | ------- | --------- | --------- |
| jednostka                         | osób   | %      | osób    | %       | osób      | %         |
| populacja                         | 7 454  | 100    | 3 753   | 50,3    | 3 701     | 49,7      |
| gęstość zaludnienia (mieszk./km²) | 52,6   | 52,6   | 26,5    | 26,5    | 26,1      | 26,1      |

## Komunikacja
Główną arterią komunikacyjną jest droga krajowa nr 39. Przez północno-wschodnią część gminy przebiega autostrada A4 (E40), przez część północno-zachodnią droga wojewódzka nr 396, przez część południową droga wojewódzka nr 378, a przez część wschodnią droga wojewódzka nr 403. Przez gminę przebiegają nieczynne obecnie linie kolejowe nr 304 i nr 321. Ta ostatnia wyznacza fragment granicy administracyjnej gminy.

## Sąsiednie gminy
Domaniów, Grodków, Olszanka, Oława, Przeworno, Skarbimierz, Strzelin